# Adicella chloe
Adicella chloe är en nattsländeart som beskrevs av Schmid 1994. Adicella chloe ingår i släktet Adicella och familjen långhornssländor. Inga underarter finns listade i Catalogue of Life.